# JiffPom
JiffPom (auch Jiffpom oder Jiff Pom geschrieben; geboren am 26. Februar 2010) ist ein Pomeranian-Hund mit zahlreichen Followern in den sozialen Medien. Er hält drei Guinness-Weltrekorde und hatte mehrere Auftritte, unter anderem in Katy Perrys Musikvideo zu ihrem Song Dark Horse.

## Biografie
Jiffpom wurde in Illinois geboren. 2013 kam er nach Los Angeles, wo er als „Felix“ in „Die Abenteuer von Bailey: Eine Nacht in Cowtown“ sein Filmdebüt hatte. In den Jahren danach war er in einigen anderen Filmen zu sehen.
Er machte 2014 Schlagzeilen, als er zwei Guinness-Weltrekorde für den schnellsten 10-Meter-Lauf auf den Hinterbeinen und den schnellsten 5-Meter-Lauf auf den Vorderpfoten aufstellte.
Im Jahr 2017 wurde Jiff Pom in Deutschland bei der Vorstellung des Spiels Sims 4: Cats and Dogs von Electronic Arts eingesetzt, 2018 auf einer Facebook-Konferenz, bei der neue Kameraeffekte von Instagram demonstriert wurden. Das Hündchen hielt 2015 den Rekord für das Tier mit den meisten Followern auf Instagram.

## Filmografie
- Bailey - Ein Welpe zum Verlieben (2010)
- Adventures of Bailey: A Night in Cowtown (2013, englischer Titel)
- Bizaardvark (2016, eine Episode)[5]

## Auszeichnungen
- Guinness World Records: Fastest 10m on hind legs
- Guinness World Records: Fastest 5m on front paws
- Guinness Record: Most followers on Instagram for a dog
- Nickelodeon Kids Choice Award 2018
- Shorty Award Winner: Most Popular Animal
- World Dog Awards: Most Popular Dog